# Майкъл Би Джордан
Майкъл Бакари Джордан (на английски: Michael Bakari Jordan), по известен като Майкъл Б. Джордан, (на английски: Michael B. Jordan), е американски актьор.
Роден е на 9 февруари 1987 година в Санта Ана в афроамериканско семейство, което малко по-късно се премества в Нюарк. Още като дете започва да работи като манекен и актьор в телевизията. Придобива широка известност с ролите си във филми като „Крийд: Сърце на шампион“ („Creed“, 2015) и „Черната пантера“ („Black Panther“, 2018).

## Избрана филмография
- „Твърда игра“ („Hardball“, 2001)
- „Фантастичната четворка“ („Fantastic Four“, 2015)
- „Крийд: Сърце на шампион“ („Creed“, 2015)
- „Черната пантера“ („Black Panther“, 2018)
- „Крийд 2“ („Creed II“, 2018)
- „Крийд 3“ („Creed III“, 2023)